# Hammerdal
Hammerdal – miejscowość (tätort) w Szwecji, w regionie administracyjnym (län) Jämtland, w gminie Strömsund.
Według danych Szwedzkiego Urzędu Statystycznego liczba ludności wyniosła: 1043 (31 grudnia 2015), 1101 (31 grudnia 2018) i 1086 (31 grudnia 2019).